# ذبابة
ذبابة المنزل (الاسم العلمي: Musca) (بالإنجليزية: Housefly)‏ هي جنس من الحشرات يتبع فصيلة الذبابية من رتبة الذوات الجناحين.
هناك مائة ألف نوع من الذباب في العالم تقريبا، فقط عشرة أنواع منها تعيش في المنازل. وأكثرها انتشارا  الذبابة المنزلية